# Agrij, Sălaj
Agrij, colocvial Agriș, (în maghiară Felsőegregy, alternativ Oláhegregy, în trad. "Agrișu de Sus" sau "Agrișu Român", vezi și Agrișu de Jos, Sălaj) este satul de reședință al comunei cu același nume din județul Sălaj, Transilvania, România.
Este atestat documentar la 1459 sub denumirea de Felegregy (Agrijul de Sus). Denumirea Văii Agrijului a fost dată de români și provine de la latinescul ager, agri, substantiv masculin ce înseamnă câmp, ogor.